# Le Rochail
Le Rochail est un sommet situé dans le département de l'Isère, en France, dans le massif des Écrins. Il s'agit du premier « 3 000 » du massif en venant de Grenoble quand apparaissent depuis la plaine du Bourg-d'Oisans ses sommets enneigés, et le plus occidental de toutes les Alpes.
C'est l'un des rares qui peuvent être gravis sans rudiment d'alpinisme, en venant soit de Villard-Notre-Dame soit de Chantelouve et dans les deux cas en passant par le col du Rochail.
Le Rochail est un nœud orographique d'où partent trois arêtes. L'arête Nord-Est mène à l'Héritiere (2 906 m) puis à l'aiguille du Midi (2 742 m). Elle continue en s'abaissant régulièrement jusqu'à l'angle Sud-Ouest de la plaine du Bourg d'Oisans. Cette arête est le début de l'immense fer-à-cheval qui entoure la vallée du Vénéon et qui comporte presque tous les plus grands sommets des Écrins. L'arête Nord-Ouest mène au pic du Col d'Ornon (2 872 m), au Grand Renaud (2 776 m) et au Petit Renaud (2 606 m). L'arête Sud mène à la pointe de Malhaubert (3 049 m), point culminant du chaînon, et à la pointe de Confolens (2 990 m).